# Monsec
Ne doit pas être confondu avec Montsec.
Monsec est une ancienne commune française située dans le département de la Dordogne, en région Nouvelle-Aquitaine.
Elle est intégrée au parc naturel régional Périgord-Limousin.
Au 1er janvier 2017, elle fusionne avec huit autres communes pour former la commune nouvelle de Mareuil en Périgord.

## Géographie

### Généralités

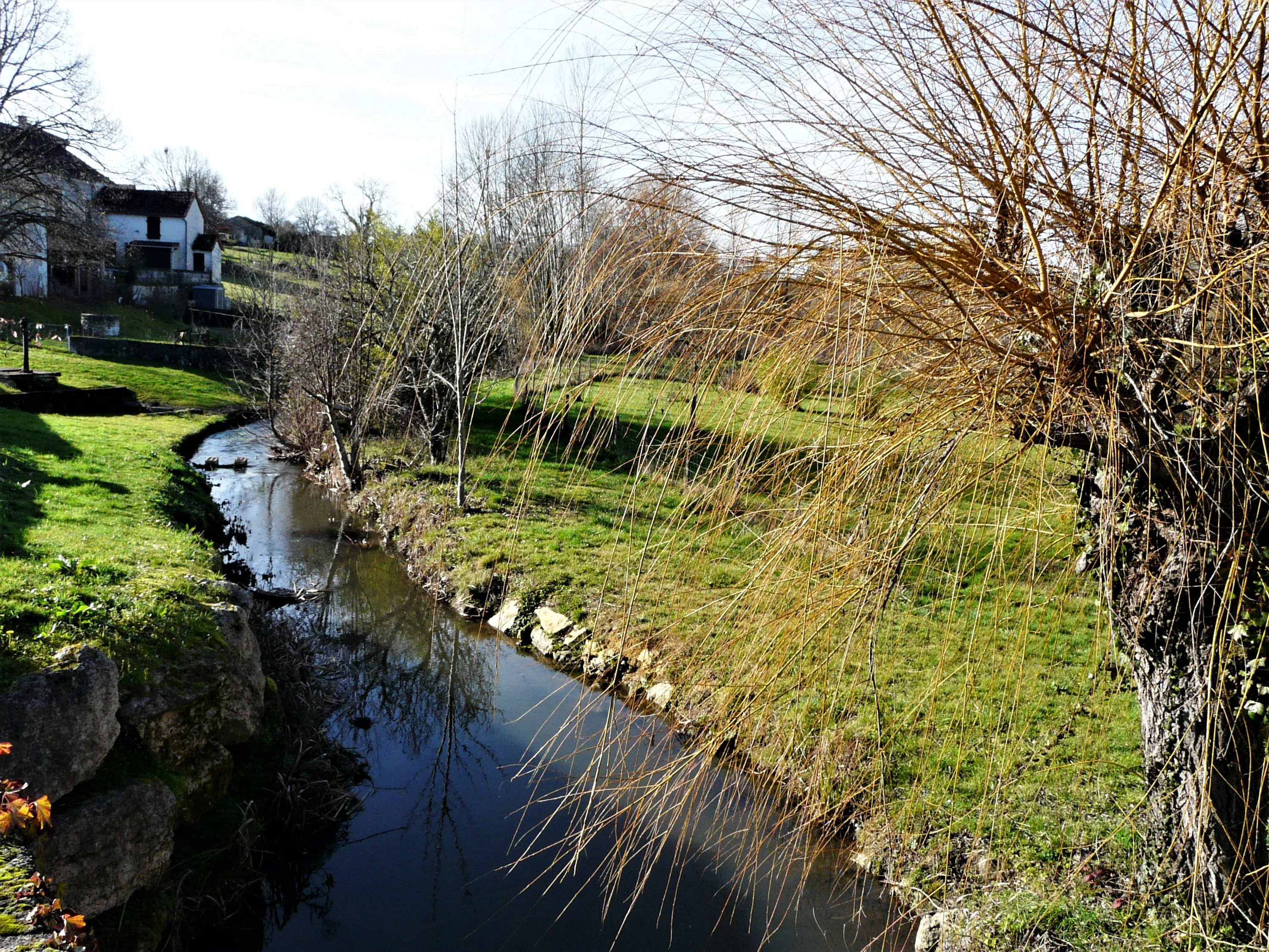
La Belle en contrebas du bourg de Monsec.

Au nord-ouest du département de la Dordogne, la commune déléguée de Monsec fait partie de la commune nouvelle de Mareuil en Périgord. Elle est arrosée par la Belle.
Le bourg de Monsec est situé en bordure de la route départementale 939 qui relie Périgueux à Angoulême.

### Communes limitrophes

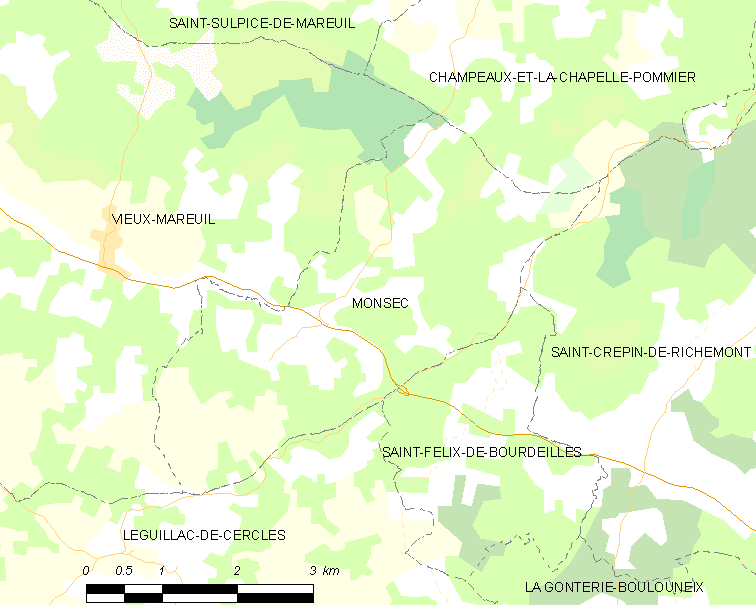
Carte de Monsec et des communes avoisinantes en 2016, avant la création de la commune nouvelle de Mareuil en Périgord.

En 2016, année précédant la création de la commune nouvelle de Mareuil en Périgord, Monsec était limitrophe de cinq autres communes.
|               | Champeaux-et-la- Chapelle-Pommier | Saint-Crépin-de-Richemont  |
| Vieux-Mareuil | Monsec                            | Saint-Félix-de-Bourdeilles |
|               | Léguillac-de-Cercles              |                            |

## Urbanisme

### Villages, hameaux et lieux-dits
Outre le bourg de Monsec proprement dit, le territoire se compose d'autres villages ou hameaux, ainsi que de lieux-dits :
- les Ages
- Badaillac
- Beauséjour
- la Belle
- chez Briaudet
- Chassenat
- les Cinq Chênes
- Combe Brûlée
- les Communaux
- la Forge de Mondevit
- le Fort
- le Grand Étang
- les Minières
- Petit Brégnac
- le Petit Étang
- Petit Marafy
- Pontarnaud
- les Potences
- la Prade
- Puychauvaux
- Puypeyroux
- Puyrial
- les Ribières
- Trépacie
- les Vieux Fours.

## Toponymie

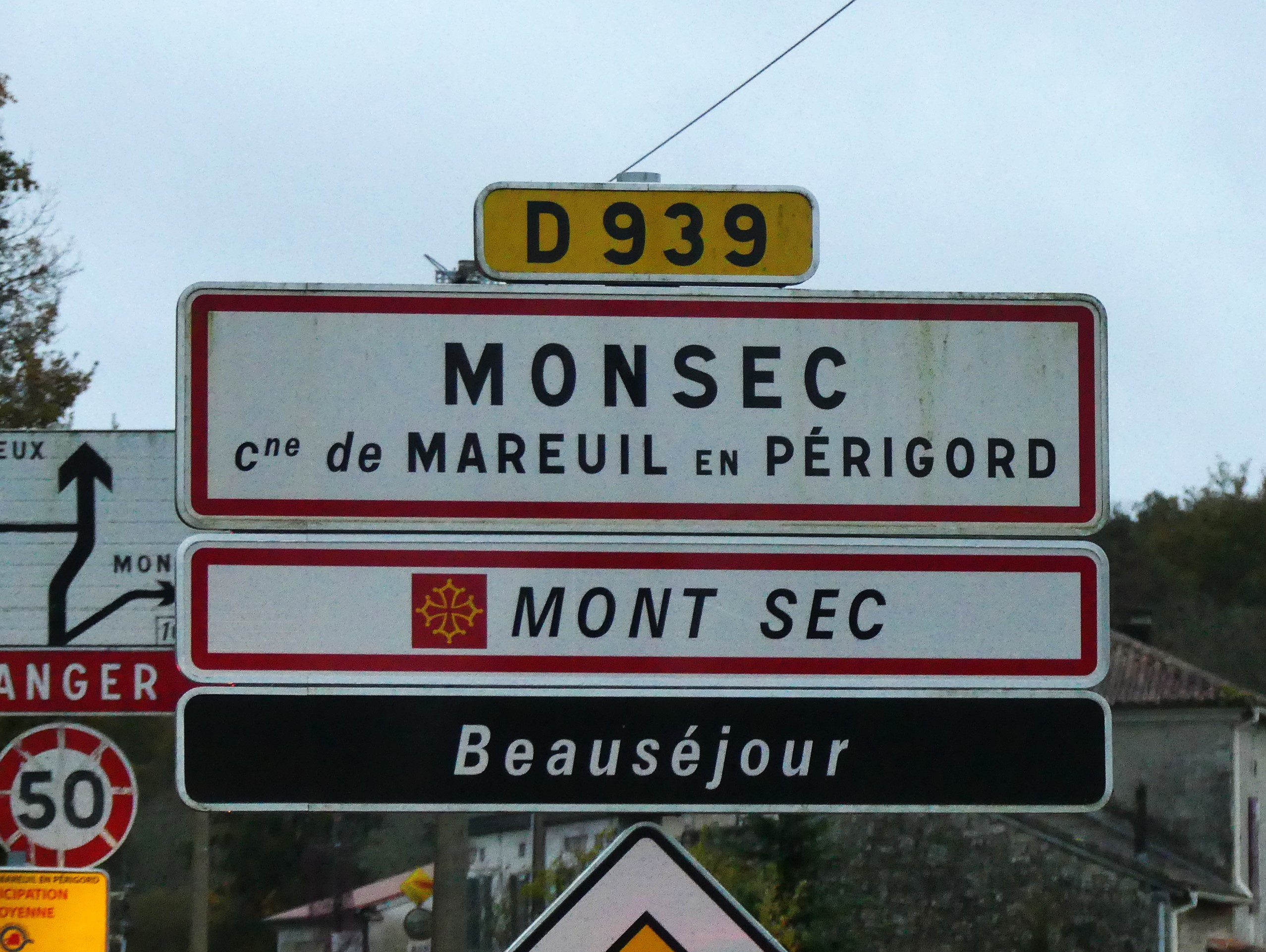
Panneau en français et occitan.

En occitan, la commune porte le nom de Mont Sec.

## Histoire
Au 1er janvier 2017, Monsec fusionne avec huit autres communes pour former la commune nouvelle de Mareuil en Périgord dont la création a été entérinée par l'arrêté du 26 septembre 2016, entraînant la transformation des neuf anciennes communes en « communes déléguées ».

## Politique et administration

### Rattachements administratifs
La commune de Monsec a, dès 1790, été rattachée au canton de Saint Félix qui dépendait du district de Nontron. En 1795, les districts sont supprimés. En 1801, le canton de Saint Félix est supprimé et la commune est rattachée au canton de Mareuil dépendant de l'arrondissement de Nontron.
Dans le cadre de la réforme de 2014 définie par le décret du 21 février 2014, ce canton disparaît aux élections départementales de mars 2015. La commune est alors rattachée au canton de Brantôme, renommé canton de Brantôme en Périgord en 2020.

### Intercommunalité
En 1995, Monsec intègre dès sa création la communauté de communes du Pays de Mareuil-en-Périgord. Celle-ci disparaît le 31 décembre 2013, remplacée au 1er janvier 2014 par une nouvelle intercommunalité élargie, la communauté de communes Dronne et Belle.

### Administration municipale
La population de la commune étant comprise entre 100 et 499 habitants au recensement de 2011, onze conseillers municipaux ont été élus en 2014,. Seuls six d'entre eux siégeront au conseil municipal de la commune nouvelle de Mareuil en Périgord, jusqu'au renouvellement des conseils municipaux français de 2020.

### Liste des maires puis des maires délégués
| Période                                  | Période       | Identité              | Étiquette | Qualité |
| ---------------------------------------- | ------------- | --------------------- | --------- | --- |
| Les données manquantes sont à compléter. |               |                       |           | |
|                                          |               |                       |           | |
| 1972                                     | 1983          | Jean-Claude Tranquard |           | |
| 1983                                     | 1987          | Raoul Fernand Couvy   |           | Agriculteur |
| avant 1995                               | 1995          | Serge Biche           | DVD       | |
| juin 1995                                | décembre 2016 | Jean-Paul Couvy       | PS        | Inspecteur du cadastre Conseiller général du canton de Mareuil (2008-2015) Président de la communauté de communes Dronne et Belle (depuis 2014) |

| Période                          | Période  | Identité        | Étiquette | Qualité                                                                                          |
| -------------------------------- | -------- | --------------- | --------- | ------------------------------------------------------------------------------------------------ |
| janvier 2017 (réélu en mai 2020) | En cours | Jean-Paul Couvy |           | Fils de Raoul Fernand Couvy Président de la communauté de communes Dronne et Belle (depuis 2014) |

## Démographie
Les habitants de Monsec se nomment les Monsecois.
En 2016, dernière année en tant que commune indépendante, Monsec comptait 199 habitants. À partir du XXIe siècle, les recensements des communes de moins de 10 000 habitants ont lieu tous les cinq ans (2006, 2011, 2016 pour Monsec). Depuis 2006, les autres dates correspondent à des estimations légales.
Au 1er janvier 2022, la commune déléguée de Monsec compte 170 habitants.
| 1793 | 1800 | 1806 | 1821 | 1831 | 1836 | 1841 | 1846 | 1851 |
| ---- | ---- | ---- | ---- | ---- | ---- | ---- | ---- | ---- |
| 464  | 459  | 443  | 511  | 615  | 611  | 632  | 549  | 595  |

| 1856 | 1861 | 1866 | 1872 | 1876 | 1881 | 1886 | 1891 | 1896 |
| ---- | ---- | ---- | ---- | ---- | ---- | ---- | ---- | ---- |
| 590  | 549  | 532  | 518  | 502  | 500  | 462  | 442  | 407  |

| 1901 | 1906 | 1911 | 1921 | 1926 | 1931 | 1936 | 1946 | 1954 |
| ---- | ---- | ---- | ---- | ---- | ---- | ---- | ---- | ---- |
| 400  | 392  | 416  | 329  | 336  | 329  | 315  | 307  | 277  |

| 1962 | 1968 | 1975 | 1982 | 1990 | 1999 | 2006 | 2011 | 2016 |
| ---- | ---- | ---- | ---- | ---- | ---- | ---- | ---- | ---- |
| 218  | 203  | 181  | 168  | 167  | 153  | 170  | 204  | 199  |

## Économie
Les données économiques de Monsec sont incluses dans celles de la commune nouvelle de Mareuil en Périgord.

## Culture locale et patrimoine

### Lieux et monuments

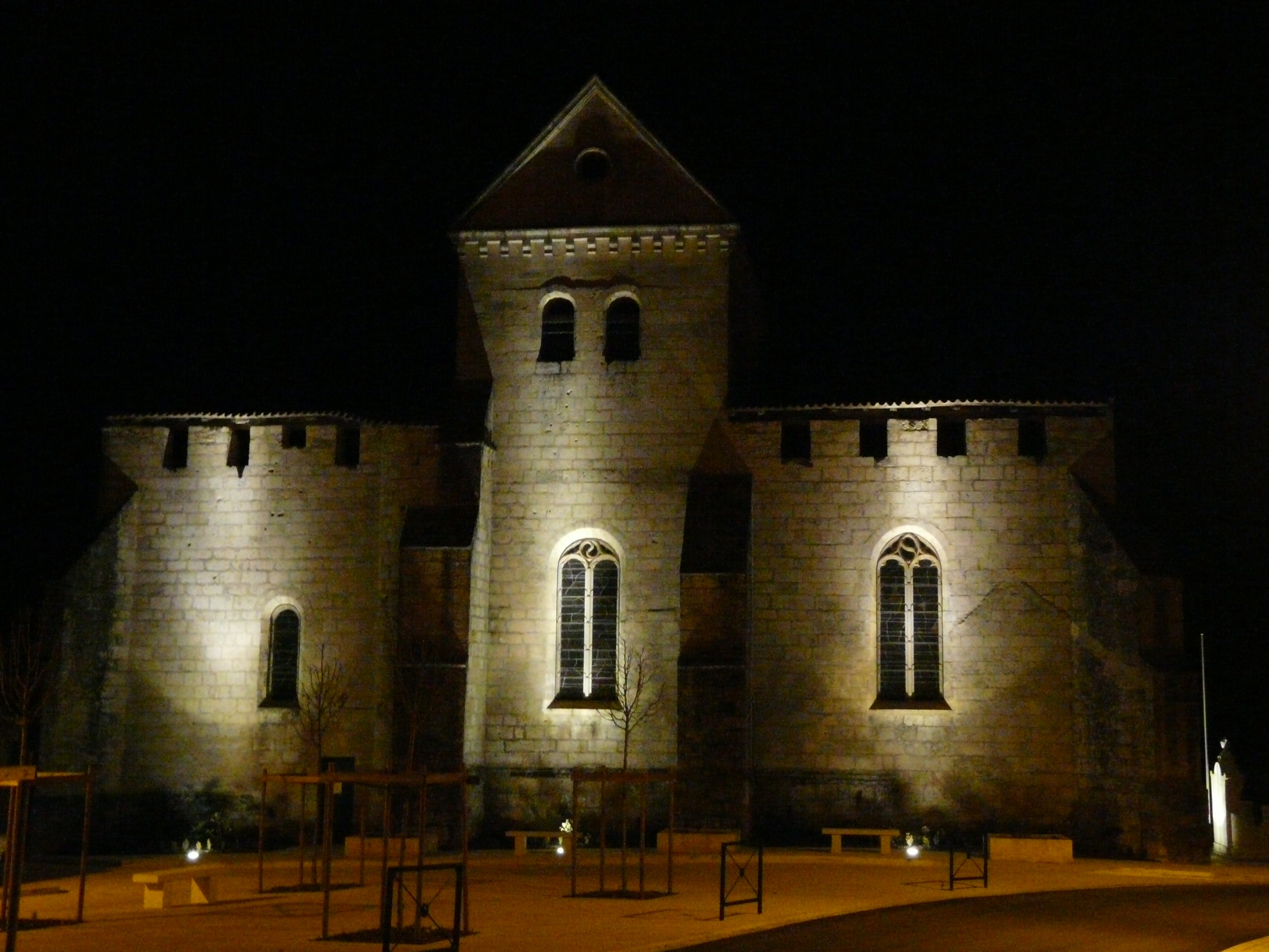
L'église Notre-Dame-de-la-Nativité de Monsec la nuit.

- Église Notre-Dame-de-la-Nativité, début du XVIe siècle, inscrite depuis 1925 au titre des monuments historiques. La partie haute de l'édifice, fortifiée, montre des créneaux[16].
- Château des Ages
- Contrairement à ce que son nom peut suggérer, le château de Monsec (ou château de Mouzens) n'a rien à voir avec le territoire communal puisqu'il est situé à Mouzens, éloigné de Monsec d'environ 75 kilomètres au sud-est, en distance orthodromique.

### Patrimoine naturel

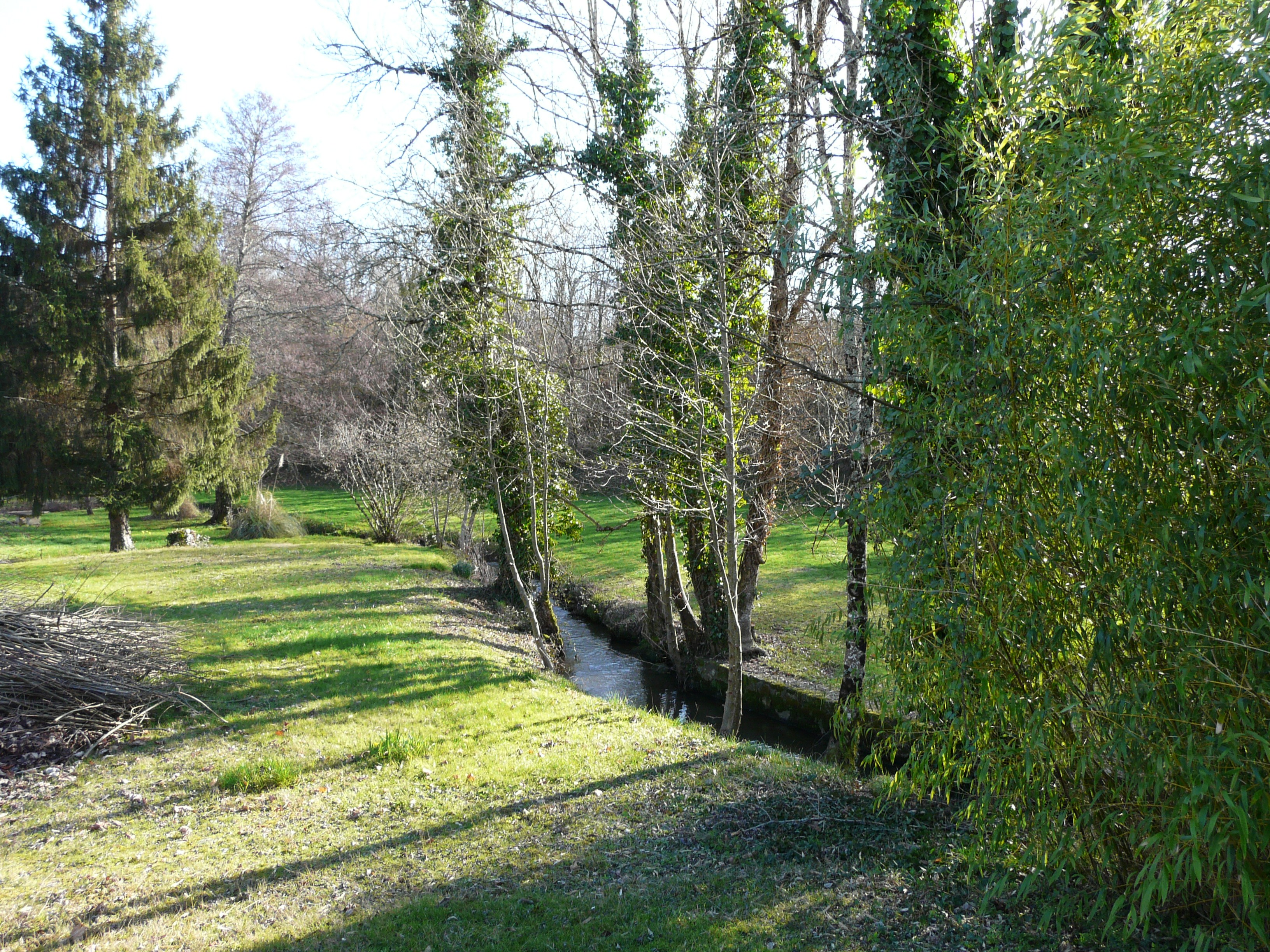
La vallée de la Belle en amont du bourg de Monsec.

#### Parc naturel
La commune fait partie du parc naturel régional Périgord-Limousin depuis la création de celui-ci en 1998, adhésion renouvelée en 2011.

#### ZNIEFF
En tant qu'affluent de la Nizonne, la vallée de la Belle est protégée au titre de la zone naturelle d'intérêt écologique, faunistique et floristique (ZNIEFF) de type II « Vallée de la Nizonne »,.
Sa faune est constituée d'environ 250 espèces dont trente sont considérées comme déterminantes :
- vingt mammifères, dont la Loutre d'Europe (Lutra lutra), le Vison d'Europe (Mustela lutreola) et dix-huit espèces de chauves-souris : la Barbastelle d'Europe (Barbastella barbastellus), le Grand murin (Myotis myotis), le Grand rhinolophe (Rhinolophus ferrumequinum), le Minioptère de Schreibers (Miniopterus schreibersii), le Murin à moustaches (Myotis mystacinus), le Murin à oreilles échancrées (Myotis emarginatus), le Murin de Bechstein (Myotis bechsteinii), le Murin de Daubenton (Myotis daubentonii), le Murin de Natterer (Myotis nattereri), la Noctule commune (Nyctalus noctula), la Noctule de Leisler (Nyctalus leisleri), l'Oreillard gris (Plecotus austriacus), l'Oreillard roux (Plecotus auritus), le Petit murin (Myotis blythii), le Petit rhinolophe (Rhinolophus hipposideros), la Pipistrelle de Kuhl (Pipistrellus kuhlii), la Pipistrelle de Nathusius (Pipistrellus nathusii) et la Sérotine commune (Eptesicus serotinus) ;
- sept insectes dont quatre papillons : l'Azuré de la croisette (Phengaris rebeli), l'Azuré de la sanguisorbe (Phengaris teleius), le Cuivré des marais (Lycaena dispar), le Fadet des laîches (Coenonympha oedippus), et trois libellules : l'Agrion de Mercure (Coenagrion mercuriale), la Cordulie à corps fin (Oxygastra curtisii) et le Gomphe de Graslin (Gomphus graslinii) ;
- deux amphibiens, la Rainette verte (Hyla arborea) et le Triton marbré (Triturus marmoratus) ;
- un reptile : la Cistude d'Europe (Emys orbicularis).

Sa flore est également constituée de plus de deux cents espèces de plantes, dont neuf sont considérées comme déterminantes : la Fritillaire pintade (Fritillaria meleagris), la Gentiane des marais (Gentiana pneumonanthe), l'Hélianthème blanc (Helianthemum canum), l'Orchis à fleurs lâches (Anacamptis laxiflora), l'Orpin de Nice (Sedum sediforme), le Pigamon jaune (Thalictrum flavum), la Sabline des chaumes (Arenaria controversa), le Scirpe des bois (Scirpus sylvaticus) et l'Utriculaire citrine (Utricularia australis).
Sous-ensemble de la ZNIEFF précédente, la vallée de la Belle est une ZNIEFF de type I,. 
Deux espèces déterminantes y ont été identifiées, un mammifère : le Vison d'Europe, et une plante : la Fritillaire pintade.
Une autre ZNIEFF de type I concerne le territoire communal. Au nord-est, en limite de Champeaux-et-la-Chapelle-Pommier et de Saint-Crépin-de-Richemont, une zone de plus de 2 km2 fait partie des « landes des Trois Pierres » qui s'étendent sur 513 hectares. Trois espèces déterminantes de rapaces y ont été recensées : Busard cendré (Circus pygargus), Busard des roseaux (Circus aeruginosus) et Busard Saint-Martin (Circus cyaneus) et trois autres de plantes : Droséra à feuilles rondes (Drosera rotundifolia), Narthécie des marais (Narthecium ossifragum) et Trompette de Méduse (Narcissus bulbocodium),. De plus, quatre espèces de mammifères, 50 d'autres oiseaux et 73 autres plantes y ont été recensées.